# 钱义 (明朝宦官)
钱义（1434年—1484年），女真族人，成化时御用监太监。

## 生平
宣德九年（1434年），出生。
正统二年（1437年），和钱喜、钱福、钱能，同时被选入宫廷。
天顺元年（1457年），明英宗复辟，升奉御。
天顺年间，侍奉东宫的太子朱见深。
天顺八年（1646年），升御用监左监丞。
成化元年（1465年），升御用监太监。
成化年间，赏赐蟒衣、玉带、禄米、金币、宝镪、图书、玩器。
成化二十年（1484年），去世，享年五十一岁。

## 亲属
- 钱喜（兄）
- 钱福（兄）
- 钱能（兄）—御用監太监